# رالف إس. كينت
رالف إس. كينت (بالإنجليزية: Ralph S. Kent)‏ هو مدير فني أمريكي، ولد في 2 أغسطس 1878 في جنوة في الولايات المتحدة، وتوفي في 3 أبريل 1949 في ستامفورد في الولايات المتحدة.